# Svaz islámských soudů
Svaz islámských soudů (ang. The Islamic Courts Union (ICU), Somali: Midowga Maxkamadaha Islaamiga). Seskupení samospráv krajů v Somálsku řídících se na základě islámského práva šaría, které se vytvořilo v roce 2006 jako alternativa k tehdejšímu vládnoucímu uskupení Transitional Federal Parliament of the Republic of Somalia, s cílem nastolení pořádku a ochrany obyvatelstva po letech strávených v anarchii. Do konce roku 2006 vládli většině území jižního Somálska s drtivou většinou obyvatel a velkých měst jako jsou Jowhar, Kismaayo, Beledweye a hlavní město Mogadišu.

## Situace po roce 1990
Po pádu železné opony, což mělo vliv na přeskupení mocenských sil ve světě a zapříčinilo pád somálské vlády v roce 1991, se staly krajské soudy šaría hlavním soudním systémem, placeným z poplatků daných sporů. Postupem času začaly nabízet i jiné služby, jako je vzdělání a zdravotní péče. Soudy také působily jako místní policejní síly, které byly placeny místními podniky ke snižování trestné činnosti. Díky tomu, že Somálsko je muslimskou krajinou, těšily se tyto instituce podpoře široké veřejnosti. V prvních letech se jako ukázkový příklad zahrnovaly soudy šejka Ali Dhereho, se sídlem v severním Mogadišu založeném roku 1994 a soud ve městě Beledweyne založený v roce 1996. Následně nato čtyři soudy Ifka Halan, Circolo, Warshadda a Harayaale založily společný výbor zabývající se bezpečností, výměnou zločinců a integrací bezpečnostních sil. V roce 1999 začala skupina prosazovat svou autoritu a za spolupráce stoupenců vytvořili Svaz Islámských soudů (ICU), podporovaných ozbrojenou milicí. V dubnu téhož roku převzaly správu nad hlavním tržištěm v Mogadišu a cestami vedoucími z něj. Tento systém vlády, ovládané soudci, se nazývá kryptokracie.[zdroj⁠?!]

## Zahraniční spolupráce
Podle zpráv Organizace spojených národů, zpravodajství BBC, Eritrea finančně i materiálně podporovala ICU již od roku 1999. V následujících letech dokonce vysílala své odborníky, inženýry i experty na pokládání min. Proti tomuto se však ohrazovali oficiální vůdci ICU. Ti nepopírali spolupráci s Eritreou, avšak ne na této bázi. I přesto, že mezi obvyklou taktiku bojovníku ICU nebyli sebevražedné bombové atentáty, snažili se představitelé ICU nalákat i touto cestou zahraniční džihádistické bojovníky. Po této snaze vedení ICU se na její aktivity zaměřila americká informační služba z důvodu podezření ukrývání atentátníků Al-Káida na americké velvyslanectví v keňském Nairobi v roce 1998. Načež informovala BBC, že byl zadržen jeden z významných členů Al-Káidy a přepraven do amerického vojenského vězení na Guantanámu.

## Dobytí Mogadiša
V roce 2000 již tvořily soudy konsolidovanou unii. Vzhledem k tomu, že se soudy prosazovaly jako nejvyšší právní rámec, začaly se dostávat do konfliktů se světskými válečnými vůdci ovládajícími zbytek Mogadiša. Ti pak se jako reakce na sílu ICU sdružili do seskupení Alliance for the Restoration of Peace and Counter-Terrorism (ARPCT). Toto uskupení byla obrovská změna, protože její členové do té doby vedli vzájemné vojenské pře. Od počátku roku 2006 se tyto znepřátelené skupiny opakovaně střetávaly, což vystupňovalo v květnu 2006, kdy při pouličních bojích v centru Mogadiša zemřelo více než 300 lidí. Dne 5. června 2006 vyhlásilo vedení ICU naprostou kontrolu na Mogadišem. V reakci nato administrativa Spojených států oficiálně nepotvrdila ani nevyvrátila, že by podporovala jednu ze stran, pouze se objevila anonymní informace o podpoře ARPCT pro možné vazby ICU na Al-Káida. Dne 6. června 2006 vydalo ICU prohlášení, že má pod kontrolou území na vzdálenosti 100 km od Mogadiša. Opoziční vůdci byli buď zajati nebo se pokusili uprchnout do Jowharu, který byl dobyt 14. června. Při útěku za sebou muselo ARPCT nechat veškerý vojenský materiál, který tím padl do rukou ICU a ty pak byli nepřemožitelní bez vnější vojenské podpory. V polovině srpna vtrhly ICU do přístavu Hobyo, ležící 500 km severně od Mogadiša, kde se nesetkaly s žádným odporem. Dne 20. července ICU zorganizovaly velkou úklidovou akci v centru Mogadiša, která se uskutečnila poprvé po dekádě trvajícího chaosu. Dne 15. července ICU po jedenácti letech znovuotevřely mogadišské letiště, které bylo zavřeno po odchodu mezinárodních vojsk v roce 1995. Prvním odbaveným letadlem byl charterový let vybavený Ligou arabských státu, jenž odvezl delegaci ICU na konferenci do súdánského Chartúmu. 15. srpna dobyly město Harardhere, ležící přibližně 500 km severovýchodně od Mogadiša. 25. srpna po 10 letech znovuotevřely historický mogadišský přístav, který býval jedním z nejrušnějších ve východní Africe. V září 2006 byly ve městě Kismaayo pořádány protesty proti spolupráci ICU s bojovníky z řad Al-Káida. Dav byl rozehnán střelbou, při které zahynuly nejméně 3 osoby. Dne 5. října 2006 Svaz islámských soudů vyhlásil vznik Nejvyššího islámského soudu šaría v provincii Banadir, a zrušil všechny islámské soudy v hlavním městě.

## Válka s Etiopií a rezignace vůdců ICU
Dne 8. prosince 2006 ICU potvrdila probíhající těžké boje proti Transitional Federal Parliament za podpory etiopské armády. ICU vyhlásila Etiopii džihád, ale i přesto do konce roku prohrála 20 z 26 bitev a ztratila značnou část území s městy Baidoa, Bandiradley, Mudug Beledweyne, Hiran. Načež ustoupili zpět do Mogadiša. Po krátké šarvátce v průběhu bitvy o Jowhar vůdcové ICU Šejk Hassan Dahir Aweys, Šarif Ahmed a Abdirahman Janaqow kapitulovali a uznali novou nastalou situaci v Somálsku.

## Od pádu po současnost
Po pádu ICU se mnoho milicionářů ukrývalo, odkud prováděli útoky proti spojeným vojskům prozatímní vlády a Etiopie. Toto odbojové hnutí si dalo název aš-Šabáb (Hnutí mladých bojovníků).

## Smíření a přechodná vláda
V září 2007 byla založena Aliance za znovuosvobození Somálska (ARS), jako protiváha spojeným vojskům prozatímní vlády a Etiopie. ARS se pak dělila na dvě frakce. Jedni měli snahu se usmířit, druzí naopak usilovali o vítězství vojenskou cestou. V květnu a červnu 2008 se křídlo ARS založené v Džibutsku za patronátu OSN sešlo s představiteli prozatímní vlády, z čehož vzešla mírová smlouva podepsaná k 9. červnu 2008. Z tohoto se ARS roudělilo na dvě křídla. Jedno sídlící v Eritreji, s bývalým vůdcem ICU Šejkem Hassanem Dahirem Aweysem, kteří se neoblomně stavěli proti spolupráci s prozatímní vládou v zádech s Etipoií. Druhé sídlící v Džibutsku, v čele s bývalým vůdcem ICU Sharifem Ahmedem Šejkem, který byl pro usmíření a novou národní vládu. Dne 1. února 2009 byl Šarif Ahmed zvolen prezidentem Transitional Federal Government (TFG). Hnutí aš-Šabáb vyhlásilo válku a slíbilo pokračování v útocích na TFG.